# الیاس لونروت
الیاس لونروت (انگلیسی: Elias Lönnrot؛ زاده ۹ آوریل ۱۸۰۲ درگذشته ۱۹ مارس ۱۸۸۴) پزشک، فیلسوف، شاعر، موسیقی‌دان، زبان‌شناس، روزنامه‌نگار و لغت‌شناس اهل فنلاند و گردآورنده ادبیات شفاهی سنتی زبان فنلاندی بود. او بیشتر به خاطر تدوین حماسه ملی فنلاند، کالوالا (۱۸۳۵، توسعه‌یافته در ۱۸۴۹) از ادبیات شفاهی فولکلور فنلاند که در طول چندین سفر میدانی در فنلاند، کارلیای شرقی، شبه‌جزیره کولا و کشورهای بالتیک جمع‌آوری کرده بود، شناخته می‌شود.

## تحصیلات و اوایل زندگی

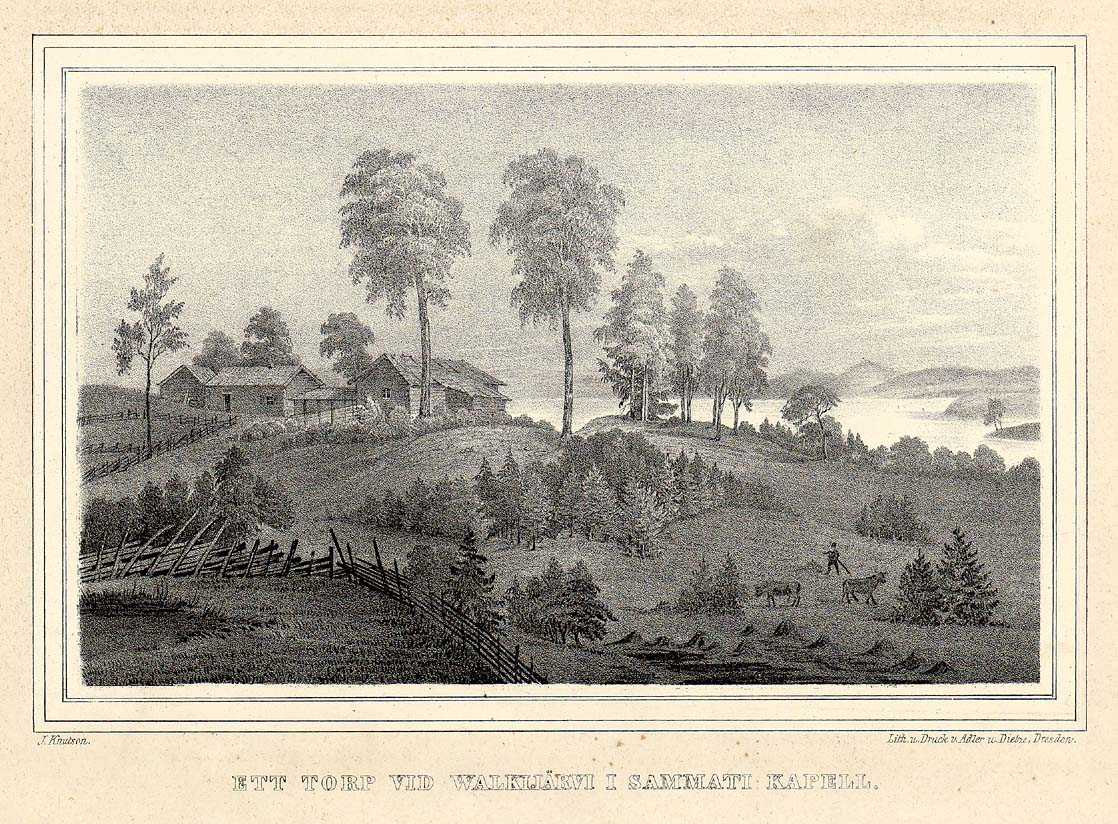
خانه تولد الیاس لونروت

لونروت در ساماتی در استان اوسیما، فنلاند، که در آن زمان فنلاند تحت حاکمیت سوئد بود، به دنیا آمد. او در آکادمی تورکو پزشکی خواند. آتش‌سوزی بزرگ تورکو همزمان با اولین سال تحصیلی او بود. از آنجایی که دانشگاه در آتش ویران شد، به هلسینکی، مرکز اداری تازه تأسیس دوک‌نشین بزرگ فنلاند و پایتخت فعلی جمهوری فنلاند منتقل شد. لونروت دنبال کرد و در سال ۱۸۳۲ دانش‌آموخته شد.

## اوایل حرفه پزشکی
لونروت در روستای پالتانیمی زندگی می‌کرد، زمانی که در دوران قحطی و همه‌گیری در این منطقه، شغل پزشک منطقه کایانی در شرق فنلاند را به دست آورد. قحطی پزشک قبلی را وادار به استعفا کرد و این امر باعث شد که یک پزشک بسیار جوان بتواند چنین موقعیتی را به دست آورد. چندین سال پیاپی قحطی منجر به تلفات جمعیت و دام شد. علاوه بر این، کمبود بیمارستان کار لونروت را پیچیده‌تر کرد. او تنها پزشک برای حدود ۴۰۰۰ نفر بود که بیشتر آنها در جوامع روستایی کوچک پراکنده در سراسر منطقه زندگی می‌کردند. از آنجایی که پزشکان و داروهای جدید در آن زمان گران بودند، اکثر مردم به درمانگران روستایی خود و داروهای موجود در محل متکی بودند. لونروت خود به داروهای سنتی علاقه داشت و آنها را نیز تجویز می‌کرد. با این حال، او به شدت معتقد بود که اقدامات پیشگیرانه مانند بهداشت خوب، تغذیه با شیر مادر نوزادان و واکسن، موثرترین درمان برای اکثر بیمارانش هستند.

## کار زبان‌شناسی

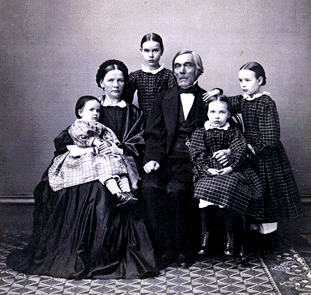
الیاس لونروت با خانواده‌اش در اوایل دهه ۱۸۶۰

او در سال ۱۸۲۷ شروع به نوشتن در مورد زبان فنلاندی اولیه کرد و در همان زمان شروع به جمع‌آوری فولکلور از مردم روستایی کرد. در سال ۱۸۳۱، انجمن ادبیات فنلاند تأسیس شد و لونروت به عنوان یکی از اعضای بنیانگذار، برای تلاش‌های گردآوری خود از این انجمن حمایت مالی دریافت کرد.
لونروت به مرخصی‌های طولانی از مطب پزشکی خود می‌رفت. او به حومه فنلاند، لاپ‌لند، و بخش‌های مجاور کارلیای شرقی سفر کرد. این منجر به یک سری کتاب شد: Kantele، ۱۸۲۹–۱۸۳۱ (کانتله یک ساز سنتی فنلاندی است)؛ کالوالا، ۱۸۳۵–۱۸۳۶، کانتلتار، ۱۸۴۰؛ Sananlaskuja، ۱۸۴۲ (ضرب‌المثل‌ها)؛ ویرایش دوم گسترش یافته Kalevala، ۱۸۴۹ ("جدید"). لونروت به خاطر نقشش در حفظ سنت‌های شفاهی فنلاند با انتصاب به کرسی ادبیات فنلاندی در دانشگاه هلسینکی در سال ۱۸۵۳ به رسمیت شناخته شد.
او همچنین وظیفه گردآوری اولین فرهنگ لغت فنلاندی-سوئدی (Finsk-Svenskt lexikon، ۱۸۶۶–۱۸۸۰) را بر عهده گرفت. نتیجه شامل بیش از ۲۰۰۰۰۰ مدخل بود و بسیاری از ترجمه‌های فنلاندی توسط خود لونروت ابداع شد. دانش وسیع او در مورد شعر سنتی فنلاند، او را به یک مرجع قطعی در فنلاند تبدیل کرد و بسیاری از اختراعات او باقی مانده است. اصطلاحات علمی فنلاندی به ویژه تحت تأثیر کار لونروت قرار گرفت و بنابراین بسیاری از اصطلاحات انتزاعی که در اکثر زبان‌های اروپایی ریشه‌شناسی لاتین یا یونانی دارند، در فنلاندی به صورت نوواژه‌های بومی ظاهر می‌شوند. مثال‌هایی از زبان‌شناسی و پزشکی عبارتند از kielioppi (دستور زبان)، kirjallisuus (ادبیات)، laskimo (سیاه‌رگ) و valtimo (سرخ‌رگ).

## کار در گیاه‌شناسی
گیاه‌شناسان او را به خاطر نوشتن اولین کتاب Flora Fennica - Suomen Kasvisto به زبان فنلاندی در سال ۱۸۶۰ به یاد می‌آورند. در آن زمان این کتاب در سراسر اسکاندیناوی مشهور بود، زیرا از اولین متون علمی به زبان رایج بود. نسخه دوم و گسترش یافته توسط Th. Saelan نوشته شد و در سال ۱۸۶۶ منتشر شد. Flora Fennica اولین اثر علمی منتشر شده به زبان فنلاندی (به جای لاتین) بود. علاوه بر این، Flora Fennica لونروت شامل یادداشت‌های زیادی در مورد کاربردهای گیاهان در بین توصیف گل و برگ است.

## تأثیر
اریک برون، گرافیست فنلاندی، از لونروت به عنوان نقش مایه برای اسکناس ۵۰۰ مارکا فنلاند در مجموعه اسکناس‌های خود استفاده کرد.
نشان ساماتی یک برگ افرا در وسط آن دارد (lönn در سوئدی به معنای «افرا» است).
داستان «دی جستجی کالاولا» دن روزا با حضور اسکروج مک‌داک و دانلد داک، لونروت را به عنوان یک شخصیت کوتاه در خود دارد.
خورخه لوئیس بورخس، نویسنده آرژانتینی، بر اساس شهرت الیاس لونروت به عنوان یک محقق، از نام لونروت برای کارآگاه کوشا در داستان خود، مرگ و پرگار (La muerte y la brújula) استفاده کرد که توسط الکس کاکس به فیلم نیز تبدیل شد.
کالوالا، حماسه ملی فنلاند که لونروت آن را گردآوری کرد، از الهامات سیلماریلیون و ارباب حلقه‌ها جی. آر. آر. تالکین بود.
الیاس لونروت نقش اصلی یک سکه یادبود فنلاند است که در سال ۲۰۰۲ ضرب شد. در پشت، یک پر (به عنوان نماد یک نویسنده) و امضای الیاس لونروت دیده می‌شود.
سیارک ۲۲۴۳ در کمربند سیارک‌ها به نام لونروت نامگذاری شده است.
داستان کوتاه فانتزی الن کوشنر «دنیای سه‌گانه» الیاس لونروت را به عنوان قهرمان داستان معرفی می‌کند.

## نگارخانه
- «یک مرد با دویدن همه چیز را برای ما نجات داد»، طراحی توسط A. W. Linsen، ۱۸۴۷
- چهره‌نگاره لونروت، اثر برنارد راین‌هولد، ۱۸۷۲
- لونروت و شاعران شفاهی, آکسلی گالن-کاللا،  ۱۸۹۵
- لونروت و شاعران شفاهی، طرحی توسط گالن-کاللا برای نقاشی‌های دیواری ناتمام در ساختمان اصلی دانشگاه هلسینکی
- سنگ قبر او، با کانتله روی آن
- تندیس لونروت در هلسینکی، اثر  امیل ویکستروم، ۱۹۰۲